# Hiroshi Tanahashi
Hiroshi Tanahashi (棚橋弘至, Tanahashi Hiroshi) (né le 13 novembre 1976 à Ogaki dans la préfecture de Gifu) est un catcheur (lutteur professionnel) japonais travaillant pour la New Japan Pro Wrestling. Il est formé au dojo de cette fédération de catch et commence sa carrière en 1999. Il commence à être mis en valeur avec des victoires face à des adversaires célèbres avant que la journaliste Hitomi Hara qui est alors sa petite amie ne tente de le tuer.

## Jeunesse
Tanahashi se passionne pour le catch dès son enfance, son catcheur favori est alors Kenta Kobashi. Au lycée, il fait partie de l'équipe de baseball et à l'université de Ritsumeikan il pratique la lutte dans la catégorie des moins de 85 kg et c'est à cette période que des recruteurs de la New Japan Pro Wrestling lui proposent d'intégrer leur dojo,.

## Carrière

### New Japan Pro Wrestling (1999-2005)
Il débute à la New Japan Pro Wrestling (NJPW) le 10 octobre 1999 en perdant face à Shinya Makabe. Il est alors un catcheur de second plan mais cela n'empêcha pas l'équipe créative de la NJPW de le mettre en valeur et obtient des victoires dans des matchs sans enjeu face à Negro Casas en juillet 2000 puis Scott Hall le 9 septembre 2001,,. Fin novembre 2002, Hitomi Hara (sa compagne) tente de le tuer après que Tanahashi lui annonce qu'il fréquente une autre femme. Quelques années après cela, Tanahashi déclare à ce propos : « Ça été la meilleure chose qu’il puisse m’arriver dans ma carrière, tout le Japon s’est intéressé à moi. Les gens ont commencé à attendre mon retour avec impatience. ». En juin 2003, un juge condamne Hara à trois ans de prison pour cette tentative de meurtre.
À son retour, Tanahashi se retrouve mis en avant et remporte le tournoi G2 U-30 Climax le 23 avril 2003 en terminant second de la phase de groupe (qui a lieu du 6 au 23 mars) puis en éliminant Yutaka Yoshie le 18 avril en demi finale et enfin Shinya Makabe en finale et devient le premier champion U-30 Openweight,. Le 2 mai au cours d'Ultimate Crush, il a la possibilité de devenir challenger pour le championnat poids-lourds International Wrestling Grand Prix (IWGP) mais échoue face à Hiroyoshi Tenzan. Il fait ensuite équipe avec Yutaka Yoshie (en) et le 13 juin, ils deviennent champion par équipe International Wrestling Grand Prix (IWGP) après leur victoire sur Hiroyoshi Tenzan et Masahiro Chōno. Le 28 août, il défend avec succès son titre de champion U-30 Openweight face à Makai#2 dans un Hair vs. Mask match.

### Consejo Mundial de Lucha Libre (2005, 2010-2013)

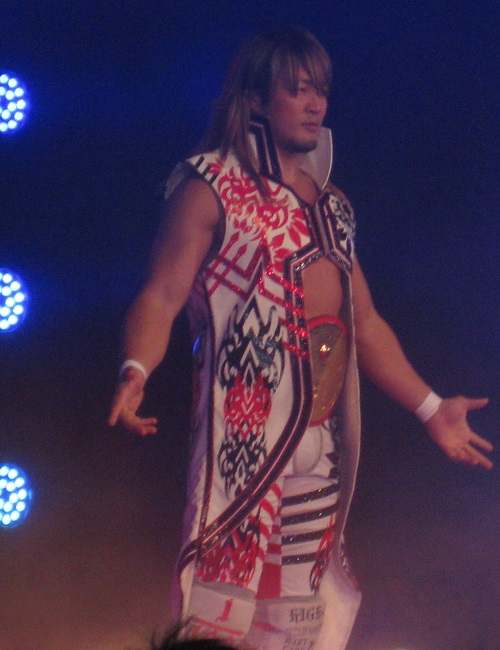
Tanahashi avec le CMLL Universal Championship en Septembre 2013

Il débute au sein du Consejo Mundial de Lucha Libre le 2 septembre 2005 avec son partenaire d'équipe Shinsuke Nakamura et Averno et affrontent Dos Caras, Jr., Dr. Wagner Jr. et Negro Casas dans un match par équipe au meilleur des trois tombés, match qu'ils perdent par disqualification. Le 11 septembre, ils rejoignent La Ola Amarilla (en), un clan de catcheurs japonais, et entament une rivalité inter-promotionnelle avec les catcheurs locaux. Au cours de cette soirée, le clan japonais perd contre Dos Caras, Jr., El Bronco, El Satánico et Felino. Cinq jours plus tard, au cours du pay-per-view 72 Anniversario, la Ola Amarilla perd contre Averno, Rey Bucanero et Último Guerrero dans un match Lucha Libre. Le 23 septembre, il participe au Gran Prix Internacional Torneo Cibernetico, un match par élimination comportant 16 catcheurs, mais se fait éliminer avec son partenaire Hiroshi Tanahashi par Rey Bucanero et Universo 2000. La semaine suivante, lui et Nakamura défendent avec succès leurs ceintures par équipe IWGP contre Los Guerreros del Infierno (Olímpico et Rey Bucanero).
Le 7 mai 2010, lui, Okumura, et Taichi battent El Hijo del Fantasma, La Máscara & Héctor Garza et remportent les CMLL World Trios Championship. Le 21 mai, ils perdent leur titres contre La Máscara, La Sombra et Máscara Dorada.
En août 2011, il retourne à la CMLL et en tant que IWGP Heavyweight Champion, il a été autorisé à entrer tournoi annuel de la fédération qui couronne le Universal Champion de l'année 2011. Le 9 septembre, après avoir élimine le CMLL World Welterweight Champion Máscara Dorada dans son match de premier tour, il se fait lui-même éliminé du tournoi au deuxième tour par le CMLL World Tag Team Champion Último Guerrero.
Il retourne à la CMLL le 24 août 2012, où il prend de nouveau part au tournoi annuel de la fédération qui couronne le Universal Champion et ou il parvient a accéder à la finale,. Le 31 août, Tanahashi a été battu en finale du tournoi par le CMLL World Heavyweight Champion El Terrible.
Il retourne à la CMLL le 23 août 2013, où il fait équipe avec Namajague et Puma et ils perdent contre Marco Corleone, Maximo et Shocker,. Il travaille comme Rudo durant la tournée, s'opposant à Atlantis. Il prend de nouveau part au tournoi annuel de la fédération qui couronne le Universal Champion où il bat La Sombra en Semi Final avec l'aide de Volador Jr. et se qualifie pour la finale du tournoi pour la deuxième année consécutive. Le 6 septembre, il bat Rush pour remporter le tournoi et devenir le Champion Universal 2013,.

### Total Nonstop Action Wrestling (2008-2009)
Il fait ses débuts aux États-Unis à la Total Nonstop Action Wrestling lors de Final Resolution 2006 où il perd contre A.J. Styles. Il a également été en vedette dans un match contre Roderick Strong qui a été enregistré pour TNA Xplosion quelques jours plus tard.
Lors du TNA Impact du 30 octobre 2008, lui et Volador Jr. perdent contre The Motor City Machine Guns (Alex Shelley et Chris Sabin). Après le match , ils ont été réprimandés par Sheik Abdul Bashir. Lors du TNA Impact du 6 novembre, ils perdent un
4-way Ladder Match contre Matt Morgan et Abyss qui comprenaient également Team 3D (Bully Ray et Devon) et The Latin American Xchange (Hernandez et Homicide) et ne deviennent pas challengers n°1 pour les TNA World Tag Team Championship détenu par Beer Money, Inc. (James Storm et Bobby Roode).

### Retour à la NJPW (2009-...)

#### Record en tant que IWGP Heavyweight Champion (2010–2014)
Le 4 janvier à Wrestle Kingdom III in Tokyo Dome, il bat son mentor Keiji Mutō et remporte pour la troisième fois le IWGP Heavyweight Championship. Le 15 février 2009, il conserve son titre contre Shinsuke Nakamura. Lors de Resolution 2009, il conserve son titre contre Kurt Angle. Lors de Wrestling Dontaku 2009, il conserve son titre contre Hirooki Goto. Lors de Dissidence 2009, il perd le titre contre Manabu Nakanishi. Lors de Dominion 6.20, il bat Manabu Nakanishi et remporte pour la quatrième fois le IWGP Heavyweight Championship. Le 20 juillet, il conserve son titre contre Takashi Sugiura, et au cours d'une interview d'après-match, il est interrompu par Tajiri, qui a ensuite pulvérisé Tanahashi avec le Green Mist. Il doit abandonner sa ceinture lors du G1 Climax le 20 juillet à cause d'une blessure à l'œil subite contre Shinsuke Nakamura, dans les demi-finales du tournoi.
Lors de Wrestle Kingdom V, il bat Satoshi Kojima et remporte le IWGP Heavyweight Championship pour la cinquième fois,. Lors de The New Beginning - Tag 2, il conserve son titre contre Satoshi Kojima. Le 3 avril, il conserve son titre contre Yūji Nagata. Lors de Wrestling Dontaku 2011, il conserve son titre contre Shinsuke Nakamura. Lors de NJPW Invasion Tour 2011 ~ Attack On East Coast ~ - Tag 2, il conserve son titre contre Charlie Haas. Le 18 juin, il conserve son titre contre Hirooki Goto. Le 3 juillet, lui et Hirooki Goto perdent contre Bad Intentions (Giant Bernard et Karl Anderson) et ne remportent pas les IWGP Tag Team Championship. Le 18 juillet, il conserve son titre contre Giant Bernard. Il participe ensuite au G1 Climax 2011, où il ne se qualifie pas pour la finale en perdant le dernier jour du tournoi contre Tetsuya Naitō. Le 19 septembre, il conserve son titre contre Shinsuke Nakamura, malgré la perte d'une dent pendant le match. Lors de Destruction '11, il conserve son titre contre Tetsuya Naitō. Il participe ensuite au G1 Tag League 2011 en compagnie de Hirooki Goto. Le 4 novembre, ils battent Beast Combination (Satoshi Kojima et Togi Makabe) pour avancer à la demi - finale du tournoi. Le 6 novembre, ils sont éliminés du tournoi en demi - finale par Bad Intentions. Lors de Power Struggle 2011, il conserve son titre contre Toru Yano. Le 4 décembre, il conserve son titre contre Yuji Nagata. Lors de Wrestle Kingdom VI, il conserve son titre contre Minoru Suzuki. Lors de The New Beginning 2012, il perd le titre contre Kazuchika Okada qui met fin à son règne de 404 jours. Lors de Dominion 6.16, il bat Kazuchika Okada et remporte le IWGP Heavyweight Championship pour la sixième fois. Le 1er juillet, il conserve son titre contre Togi Makabe lors d'un événement co-promu par la New Japan et la All Japan. Le 22 juillet, il conserve son titre contre Masato Tanaka. Il participe ensuite au G1 Climax 2012, où il ne se qualifie pas pour la finale en perdant le dernier jour du tournoi contre Karl Anderson. Lors de Destruction 2012, il conserve son titre contre Naomichi Marufuji. Lors de King Of Pro-Wrestling 2012, il conserve son titre contre Minoru Suzuki. Lors de Power Struggle 2012, il conserve son titre contre Yujiro Takahashi.il participe ensuite, en compagnie de Captain New Japan, au tournoi World Tag League 2012 où ils finissent dernier de leur groupe. Lors de Wrestle Kingdom 7, il conserve son titre contre Kazuchika Okada. Lors de The New Beginning 2013, il conserve son titre contre Karl Anderson. Lors du NJPW 41 Anniversary Show, il bat le IWGP Junior Heavyweight Champion, Prince Devitt dans un Non-Title Match. Lors d'Invasion Attack 2013, il perd le titre contre Kazuchika Okada. Lors de Dominion 6,22, il perd contre Prince Devitt à cause des interventions du groupe de ce dernier, le Bullet Club. Le 5 juillet, lui et Jushin Thunder Liger battent Tama Tonga et El Terrible et remportent les CMLL World Tag Team Championship. Il intègre ensuite le tournoi G1 Climax, où il perd en finale contre Tetsuya Naitō. Le 14 septembre, lui et Jushin Thunder Liger perdent leur titres contre Tama Tonga et Rey Bucanero. Lors de Destruction 2013, il bat Prince Devitt dans un Lumberjack Match Deathmatch. Lors de King Of Pro-Wrestling 2013, il perd contre Kazuchika Okada et ne remporte pas le IWGP Heavyweight Championship.

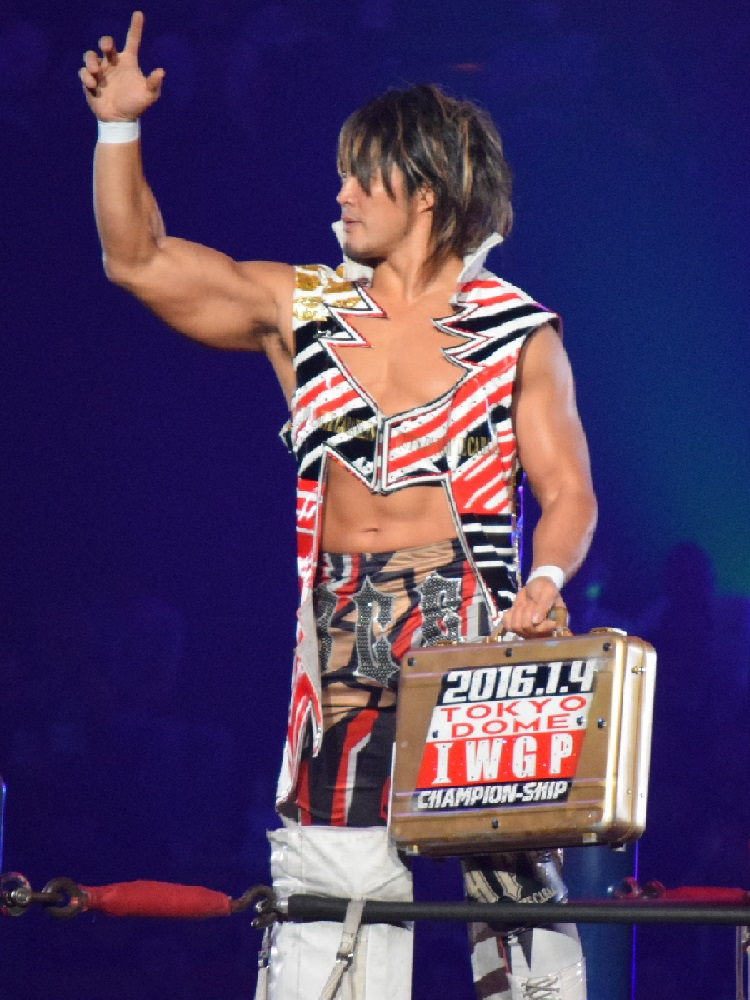
Tanahashi en Novembre 2015 avec sa mallette contenant son Wrestle Kingdom 10 IWGP Heavyweight Championship Match Contract

Il entame ensuite une nouvelle rivalité contre Shinsuke Nakamura, qu'il affronte le 4 janvier 2014 au cours du main-event de Wrestle Kingdom 8 et il le bat pour remporter le IWGP Intercontinental Championship.Il parvient à conserver le titre le 9 février lors de The New Beginning in Hiroshima dans un match revanche. Lors d''Invasion Attack 2014, il perd le titre contre Shinsuke Nakamura. Il forme avec Togi Makabe l'équipe "Ace to King" pour affronter le Bullet Club pour les IWGP Tag Team Championship. Lors de War of the Worlds 2014, il bat Michael Bennett. Lors de Back to the Yokohama Arena, lui et Togi Makabe battent Hirooki Goto et Katsuyori Shibata pour gagner une chance pour les IWGP Tag Team Championship,. Lors de Dominion 6.21, ils perdent contre Bullet Club (Doc Gallows et Karl Anderson) et ne remportent pas les titres,. Il participe fin juillet au tournoi G1 Climax où il remporte sept des neuf rencontres effectuées. Lors de Destruction in Kobe 2014, il bat Katsuyori Shibata. Lors de King of Pro-Wrestling 2014, il bat A.J. Styles est remporte le IWGP Heavyweight Championship pour la septième fois,. Lors de Wrestle Kingdom 9, il conserve son titre contre Kazuchika Okada,. Lors de The New Beginning in Osaka 2015, il perd le titre contre A.J. Styles.

#### IWGP Intercontinental Champion (2015–2018)
Lors de The New Beginning in Niigata 2016, il perd contre Kenny Omega et ne remporte pas le vacant IWGP Intercontinental Championship. Le 20 mars, lui, Michael Elgin et Juice Robinson perdent contre Bullet Club (Kenny Omega, Matt et Nick Jackson) et ne remportent pas les NEVER Openweight 6-Man Tag Team Championship. Lors de Invasion Attack 2016, lui, Michael Elgin  et Yoshi Tatsu battent Bullet Club (Kenny Omega, Matt et Nick Jackson) et remportent les NEVER Openweight 6-Man Tag Team Championship. Le 23 avril, ils conservent leur titres contre Bullet Club (Kenny Omega, Bad Luck Fale et Yujiro Takahashi). Lors de Wrestling Dontaku 2016, ils perdent les titres contre Bullet Club (Kenny Omega, Matt et Nick Jackson).
Lors de Death Before Dishonor XIV, lui et Michael Elgin perdent contre The Addiction (Christopher Daniels et Frankie Kazarian) dans un Triple Threat Tag Team match qui comprenaient également Los Ingobernables de Japón (Evil et Tetsuya Naitō) et ne remportent pas les ROH World Tag Team Championship. Lors de Field Of Honor 2016, il perd contre Adam Cole dans un Four Corner Survival Match qui comprenaient également Tetsuya Naitō et Jay Lethal et ne remporte pas le ROH World Championship. Lors de Power Struggle 2016, il bat Sanada. Lors de Wrestle Kingdom 11, il perd contre Tetsuya Naitō et ne remporte pas le IWGP Intercontinental Championship.
Le lendemain, lui, Manabu Nakanishi et Ryusuke Taguchi battent Los Ingobernables de Japón (Bushi, Evil et Sanada) et remportent les NEVER Openweight 6-Man Tag Team Championship. Lors de The New Beginning in Osaka, ils perdent les titres contre Los Ingobernables de Japón. Lors du premier tour de la New Japan Cup 2017, il perd contre Evil. Le 4 avril, lui, Ricochet et Ryusuke Taguchi battent Los Ingobernables de Japón (Bushi, Evil et Sanada) et remportent les NEVER Openweight 6-Man Tag Team Championship. Lors de Wrestling Dontaku 2017, ils perdent les titres contre Los Ingobernables de Japón.
Lors de Dominion 6.11, il bat Tetsuya Naitō et remporte le IWGP Intercontinental Championship pour la deuxième fois. Lors de G1 Special In USA - Tag 2, il conserve son titre contre Billy Gunn.
Lors de Wrestle Kingdom 12, il conserve son titre contre Jay White. Lors de The New Beginning in Sapporo (2018), il perd le titre contre Minoru Suzuki.

#### Huitième Titre Mondial IWGP (2018-2020)
Lors de Wrestle Kingdom 13, il bat Kenny Omega et remporte le IWGP Heavyweight Championship pour la huitième fois de sa carrière. Lors de The New Beginning In Osaka 2019, il perd le titre contre Jay White. Lors de Royal Quest, il bat Zack Sabre, Jr. et remporte le RPW British Heavyweight Championship. Lors de Destruction In Beppu, il perd le titre contre Zack Sabre, Jr..
Lors de Wrestle Kingdom 14 - Tag 2, il perd contre Chris Jericho. Le 21 février 2020, lui et Kōta Ibushi battent Guerrillas of Destiny (Tama Tonga et Tanga Loa) et remportent les IWGP Tag Team Championship. Lors de Dominion in Osaka-jo Hall, ils perdent les titres contre Dangerous Tekkers (Taichi et Zack Sabre Jr.).
Lors de Wrestle Kingdom 15 - Tag 1, il bat Great O-Kharn.

#### Triple Crown et Grand Slam Champion (2021-...)

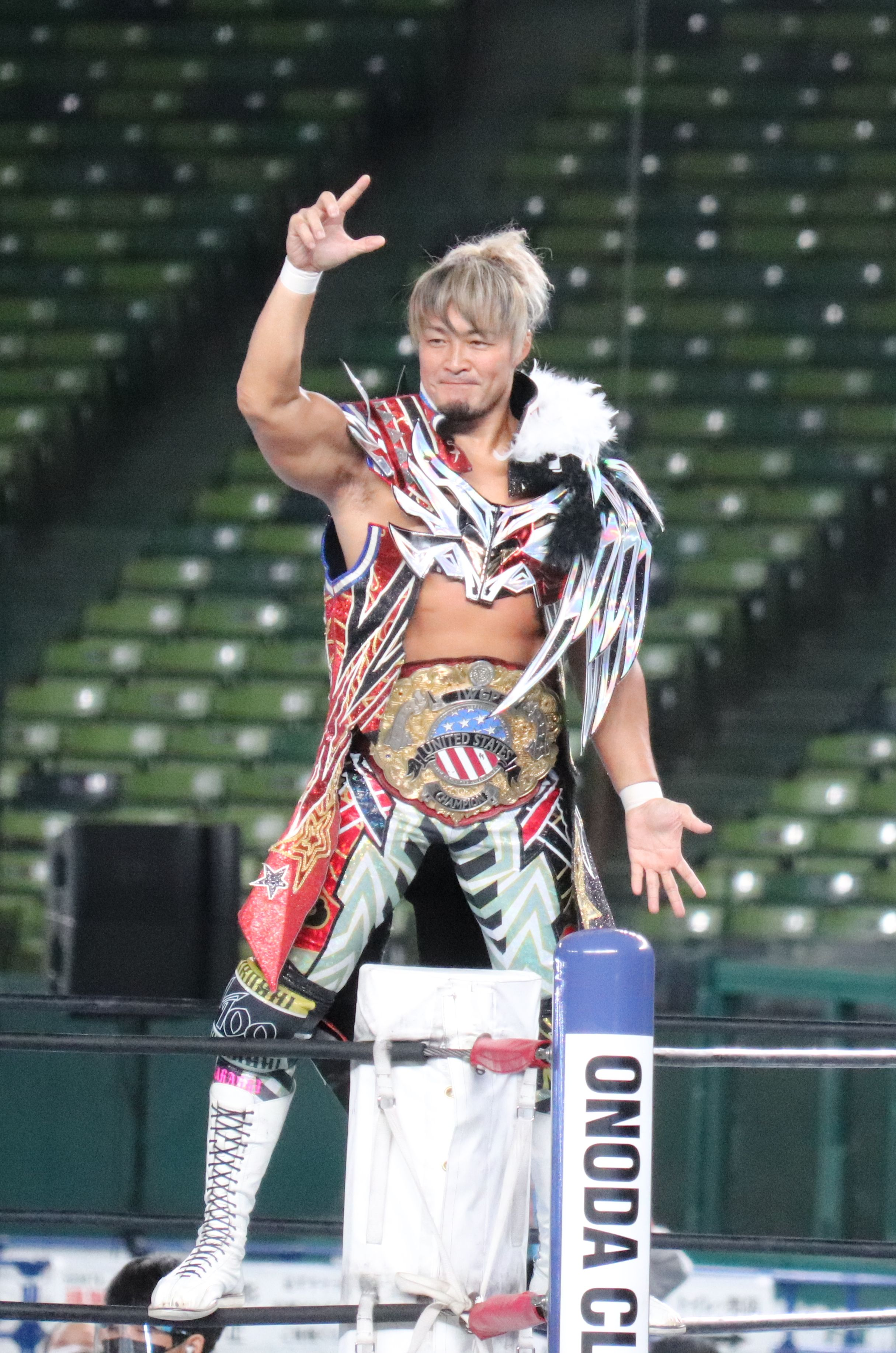
Tanahashi lors de Wrestle Grand Slam in MetLife Dome en 2021

Lors de The New Beginning In Nagoya, il bat Shingo Takagi et remporte le NEVER Openweight Championship. Lors de Castle Attack - Tag 2, il conserve son titre contre Great O-Khan. Lors de Wrestling Dontaku 2021 - Tag 1, il perd le titre contre Jay White.
Lors de Resurgence, il bat Lance Archer et remporte le IWGP United States Heavyweight Championship, devenant le premier lutteur japonais à remporter le titre et devenant le deuxième Grand Slam Champion  de l'histoire de la NJPW. Lors de Power Struggle 2021, il perd son titre contre KENTA.
Le 25 septembre, il perd contre Karl Anderson et ne remporte pas le NEVER Openweight Championship.
Le 23 novembre, lui, Hikuleo et Ryusuke Taguchi perdent contre House Of Torture (Evil, Yujiro Takahashi et Sho) et ne remportent pas les NEVER Openweight 6-Man Tag Team Championship.
Lors de Wrestling Dontaku 2023, lui, Tomohiro Ishii et Kazuchika Okada battent Strong Style (Minoru Suzuki, El Desperado et Ren Narita) et remportent les NEVER Openweight 6-Man Tag Team Championship. Lors de Dominion 6.4 In Osaka-Jo Hall, ils conservent leur titres contre Blackpool Combat Club (Jon Moxley et Claudio Castagnoli) et Shota Umino.

### Pro Wrestling NOAH
Le 30 novembre 2003, lui et Yūji Nagata battent Tamon Honda et Kenta Kobashi et remportent les GHC Tag Team Championship.

## Palmarès
- Consejo Mundial de Lucha Libre

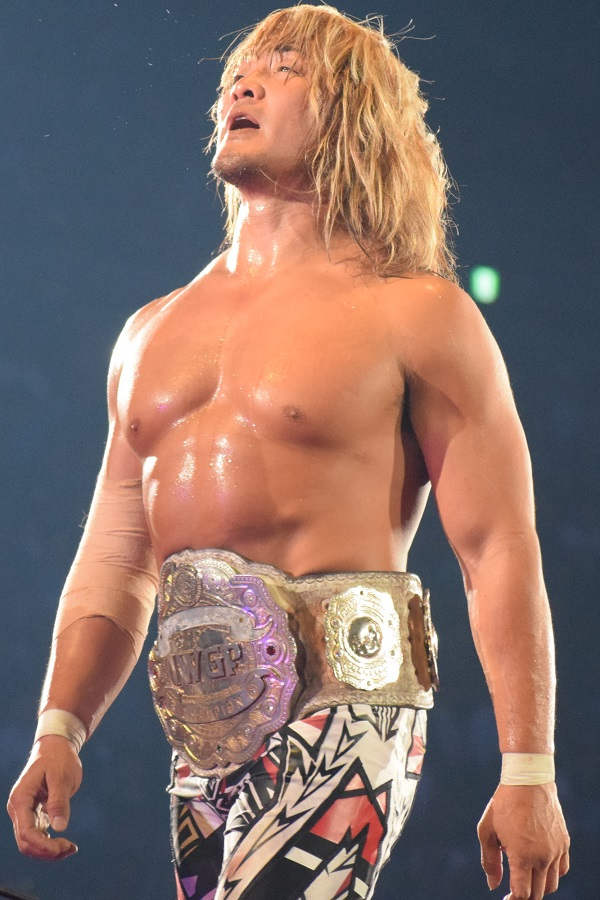
Tanahashi en tant que IWGP Intercontinental Champion en juin 2017

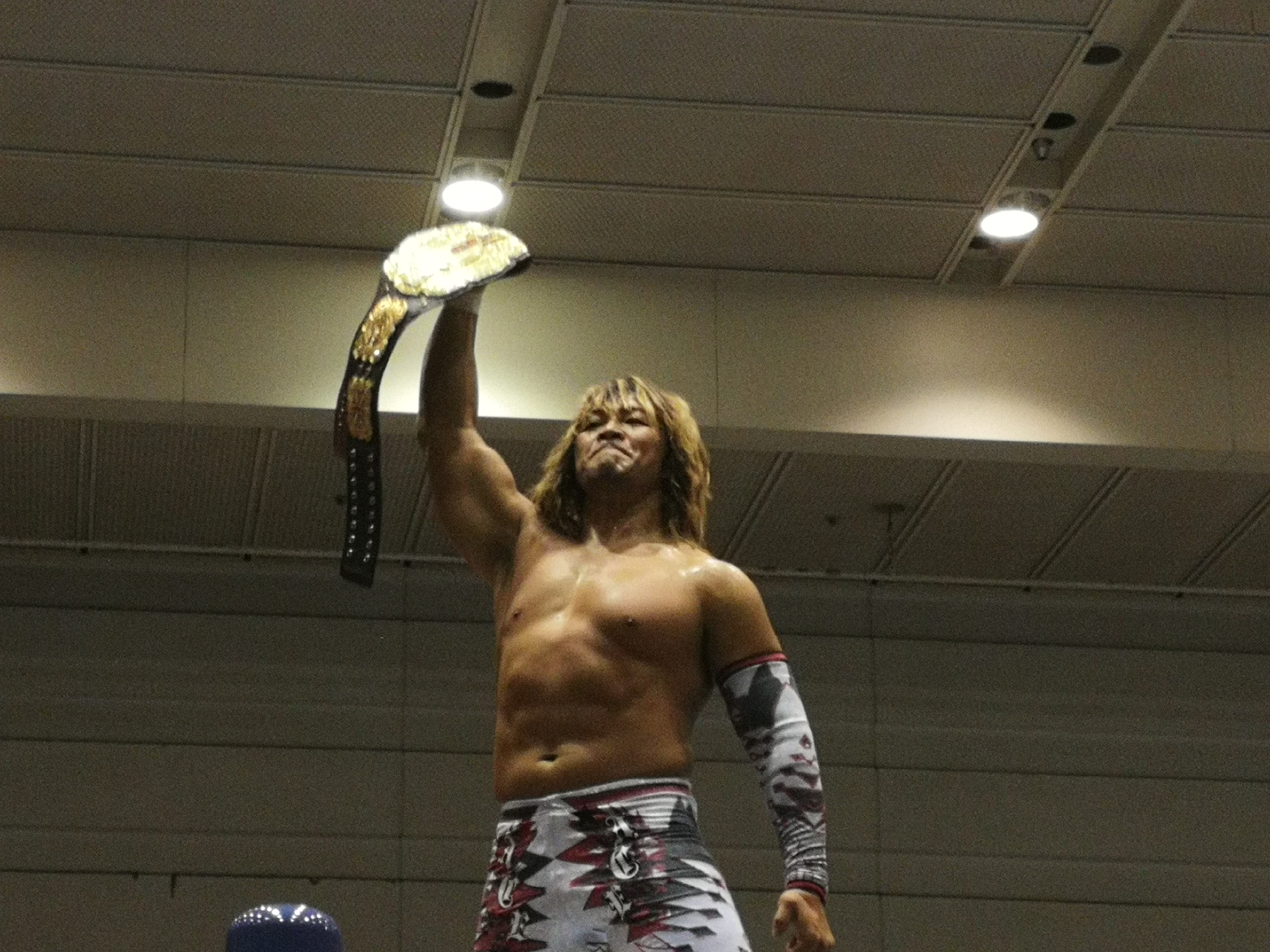
En raison du partenariat de la NJPW avec la Revolution Pro Wrestling, Tanahashi remporte le RPW British Heavyweight Championship

  - 1 fois CMLL World Tag Team Championship avec Jushin Liger
  - 1 fois CMLL World Trios Championship avec Okumura et Taichi
  - CMLL Universal Championship (2013)

- New Japan Pro Wrestling
  - 8 fois IWGP Heavyweight Championship (record)
  - 2 fois IWGP Intercontinental Championship
  - 3 fois IWGP United States Heavyweight Championship
  - 1 fois NEVER Openweight Championship
  - 1 fois NJPW World Television Championship
  - 2 fois IWGP U-30 Championship
  - 3 fois IWGP Tag Team Championship avec Yutaka Yoshie (1), Shinsuke Nakamura (1) et Kōta Ibushi (1)
  - 4 fois NEVER Openweight 6-Man Tag Team Championship avec Michael Elgin  et Yoshi Tatsu (1), Manabu Nakanishi et Ryusuke Taguchi (1), Ricochet et Ryusuke Taguchi (1) et Kazuchika Okada et Tomohiro Ishii (1, actuel)
  - G1 Climax (2007, 2015, 2018)
  - New Japan Cup (2005, 2008)

- Pro Wrestling NOAH
  - 1 fois GHC Tag Team Championship avec Yūji Nagata

- Revolution Pro Wrestling
  - 1 fois RPW British Heavyweight Championship

## Récompenses des magazines
- Pro Wrestling Illustrated

| Année | 2006 | 2007 | 2008 | 2009 | 2010 | 2011 | 2012 | 2013 | 2014 | 2015 | 2016 | 2017 | 2018 | 2019 | 2020 | 2021 | 2022 | 2023 | 2024 |
| ----- | ---- | ---- | ---- | ---- | ---- | ---- | ---- | ---- | ---- | ---- | ---- | ---- | ---- | ---- | ---- | ---- | ---- | ---- | ---- |
| Rang  | 43   | 40   | 20   | 7    | 39   | 22   | 11   | 3    | 11   | 11   | 27   | 39   | 31   | 9    | 38   | 62   | 15   | 42   | 81   |

- Wrestling Observer Newsletter

| #  | Résultat | Adversaire                                 | Évènement                        | Date              | Durée | Lieu                                  | Notes |
| -- | -------- | ------------------------------------------ | -------------------------------- | ----------------- | ----- | ------------------------------------- | --- |
| 1  | Victoire | Minoru Suzuki                              | King Of Pro-Wrestling 2012       | 8 octobre 2012    | 29:22 | Ryogoku Kokugikan, Tokyo              | Le titre de champion poids lourd IWGP de Tanahashi est en jeu.                                                  |
| 2  | Défaite  | Kazuchika Okada                            | Invasion Attack 2013             | 7 avril 2013      | 31:41 | Ryogoku Kokugikan, Tokyo              | Le titre de champion poids lourd IWGP de Tanahashi est en jeu.                                                  |
| 3  | Défaite  | Kazuchika Okada                            | King Of Pro-Wrestling 2013       | 14 octobre 2013   | 35:17 | Ryogoku Kokugikan, Tokyo              | Le titre de champion poids lourd IWGP d'Okada est en jeu.                                                       |
| 4  | Victoire | Katsuyori Shibata                          | Destruction In Kobe 2014         | 21 septembre 2014 | 17:57 | World Hall in Kobe, Hyogo             | |
| 5  | Victoire | Shinsuke Nakamura                          | NJPW G1 Climax 25 - Tag 19       | 16 août 2015      | 32:15 | Ryogoku Kokugikan, Tokyo              | En finale du tournoi G1 Climax.                                                                                 |
| 6  | Défaite  | Kazuchika Okada                            | Wrestle Kingdom 10 In Tokyo Dome | 4 janvier 2016    | 36:01 | Tokyo Dome, Tokyo                     | Le titre de champion poids lourd IWGP d'Okada est en jeu.                                                       |
| 7  | Défaite  | Tetsuya Naitō                              | NJPW G1 Climax 2017 - Tag 17     | 11 août 2017      | 26:41 | Ryogoku Kokugikan, Tokyo              | |
| 8  | Défaite  | Kazuchika Okada                            | Wrestling Dontaku 2018 - Tag 2   | 4 mai 2018        | 34:36 | Fukuoka Convention Center, Fukuoka    | Le titre de champion poids lourd IWGP d'Okada est en jeu.                                                       |
| 9  | Égalité  | Kazuchika Okada                            | NJPW G1 Climax 2018 - Day 17     | 10 août 2018      | 30:00 | Nippon Budokan, Tokyo                 | |
| 10 | Victoire | Kōta Ibushi                                | NJPW G1 Climax 2018 - Tag 19     | 12 août 2018      | 35:00 | Budokan Hall, Tokyo                   | En finale du tournoi G1 Climax. Ce match obtient la note de cinq étoiles trois quart.                           |
| 11 | Victoire | Kazuchika Okada                            | Destruction In Kobe 2018         | 23 septembre 2018 | 35:43 | Kobe World Hall, Kobe, Hyogo          | |
| 12 | Défaite  | Golden☆Lovers (Kenny Omega et Kōta Ibushi) | NJPW Road To Tokyo Dome - Tag 2  | 15 décembre 2018  | 28:46 | Korakuen Hall, Tokyo                  | Il s'agit d'un match par équipe sans enjeu. Tanahashi faisait équipe avec Will Ospreay.                         |
| 13 | Victoire | Kenny Omega                                | Wrestle Kingdom 13 in Tokyo Dome | 4 janvier 2019    | 39:13 | Tokyo Dome, Tokyo                     | Le titre de champion poids lourd IWGP d'Omega est en jeu. Ce match obtient la note de cinq étoiles trois quart. |
| 14 | Victoire | Shingo Takagi                              | The New Beginning In Nagoya      | 30 janvier 2021   | 35:40 | Yokohama Cultural Gymnasium, Kanagawa | Le NEVER Openweight Championship de Takagi était en jeu.                                                        |
| 15 | Défaite  | Shingo Takagi                              | Wrestle Grand Slam In Tokyo Dome | 25 juillet 2021   | 37:26 | Tokyo Dome, Tokyo                     | Le IWGP World Heavyweight Championship de Takagi était en jeu.                                                  |

- Power Slam
  - PS 50 : 2004, 9 ; 2008, 7 ; 2011 ; 1.
- Tokyo Sports
  - Meilleur combat de l'année 2012 contre Kazuchika Okada à NJPW Dominion